# Robert Kaesen
Robert Emile Henri Kaesen (België, Wilrijk, 3 september 1931 – Nederland, Hilversum, 5 maart 1983) was een Nederlands danser en choreograaf van Belgische komaf.
Hij kreeg zijn opleiding aan de Antwerpse balletschool van Jeanne Brabants, alwaar ook zijn broer Philip Kaesen ballet leerde. Robert leerde er ook zijn eerste vrouw Lieke de Leeuw kennen. Al in het seizoen 1947/1948 maakte hij deel uit van de Amsterdamse Balletcombinatie; vanaf 1956 van het Amsterdams Ballet, maar dan ook als choreograaf. In 1961 stapte hij over naar het dan net opgerichte Het Nationale Ballet, waar hij ook in de artistieke staf plaatsneemt, vanaf 1965 in de artistieke leiding met Sonia Gaskell. Wanneer zij in 1968 vertrekt voert hij voor twee jaar het bewind samen met Rudi van Dantzig. Naast de klassieke balletten kreeg Kaesen ook belangstelling voor showballetten en choreografie voor revues. Rond 1970 nam hij een jaar rust en ging daarna aan de slag bij Joop van den Ende Theaterproducties BV (Robert Kaesen Dancers) en verzorgde onder meer de balletpartijen in de revues van André van Duin en Corrie van Gorp en werkte samen met Gerard Cox en De Mounties. Hij was oprichter van balletcafé De Kroeg aan de Lijnbaansgracht. In 1974 is hij vier keer aan het werk voor de televisieserie Citroentje met suiker. Daarbij verzorgde hij niet alleen de choreografie maar ook soms de regie. Hij schuwde ook moderniteiten niet; hij verzorgde een jazzballet en een ballet met video voor het Holland Festival versie 1969.
Een van zijn belangrijkste balletten was Kortsluiting op muziek van Ruud Bos, dat een aantal seizoenen ging.
Hij scheidde van zijn vrouw en hertrouwde in 1972 met ballerina Ingrid Fernhout; hun dochter Manuela Kaesen was kortstondig ook danseres. Robert Kaesen werd in 1980 chef van de afdeling Ontspanning KRO Radio. Hij vond zijn eind in een Hilversums ziekenhuis na een verkeersongeluk te 's-Graveland. Hij woonde toen in Ouderkerk aan de Amstel. Hij werd begraven op Zorgvlied.